# Labrisomus haitiensis
Labrisomus haitiensis är en fiskart som beskrevs av Charles William Beebe och Tee-van 1928. Labrisomus haitiensis ingår i släktet Labrisomus och familjen Labrisomidae. Inga underarter finns listade i Catalogue of Life.